# Hybolasius sinuatofasciatus
Hybolasius sinuatofasciatus är en skalbaggsart som beskrevs av Stefan von Breuning 1940. Hybolasius sinuatofasciatus ingår i släktet Hybolasius och familjen långhorningar. Inga underarter finns listade i Catalogue of Life.